# National Labor Relations Act

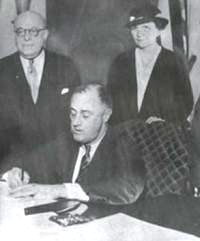
Relations Act en 1933

La National Labor Relations Act (en español "Ley Nacional de Relaciones Laborales") llamada también Wagner Act ("Ley Wagner" por el senador Robert F. Wagner, que la promovió) es una ley federal de Estados Unidos promulgada en julio de 1935 para limitar las reacciones de los empleadores contra los trabajadores que fundasen sindicatos, ofertasen colectivamente sus servicios, se unieran a huelgas, o realizaran similares actos de defensa de sus derechos en forma concertada, sea formando un sindicato o sin él. Esta Ley no resultaba aplicable a los trabajadores sujetos a regímenes especiales: obreros de ferrocarril, obreros agrícolas, trabajadores domésticos, contratistas independientes, o trabajadores del gobierno federal o estatal, teniendo éstos sus propias normas.

## Aprobación y contenido
Esta Ley fue aprobada en el contexto del New Deal establecido por el presidente Franklin D. Roosevelt para combatir la Gran Depresión iniciada en 1929, y muchas de sus previsiones ya habían sido determinadas en la National Industrial Recovery Act, ley que había dado origen a la National Recovery Administration (NRA). No obstante la ley que fundó la NRA había sido declarada inconstitucional por la Corte Suprema de Estados Unidos en mayo de 1935, por lo cual muchas de sus disposiciones pasaron a integrarse en la National Labor and Relations Act.
Las principales políticas fijadas por la NLRA fueron las siguientes:
1. Se prohíbe a los empleadores interferir en la libertad de los trabajadores para asociarse, para ayuda mutua, o auto-organizarse.
2. Se prohíbe a los empleadores restringir o coartar la facultad de los trabajadores para unirse, fundar, o apoyar a algún sindicato; pactar colectivamente salarios y condiciones de trabajo, y designar representantes. Estos derechos deben ejercerse de modo plenamente libre, ya sea estando o no afiliado a algún sindicato.
3. Se prohíbe a los empleadores asistir o dirigir una organización sindical.
4. Se prohíbe a los empleadores discriminar a los trabajadores que presenten quejas, acusaciones, o testimonios contra sus empleadores.
5. Se prohíbe discriminar a los trabajadores que estimulen o desalienten el apoyo hacia una organización sindical determinada.
6. Se prohíbe a los empleadores rehusar una negociación colectiva de salarios o condiciones de trabajo con los trabajadores o los representantes de estos.

## Consecuencias
La principal consecuencia de la NLRA fue estimular el crecimiento de los sindicatos en Estados Unidos, particularmente revitalizando la Federación Estadounidense del Trabajo y a su organización rival, el Congreso de Organizaciones Industriales. A la vez, el gobierno federal estableció mecanismos para asegurar el cumplimiento obligatorio de la NLRA, pero esto causó que durante la Segunda Guerra Mundial hubiera casi tantas huelgas obreras como en el periodo previo, lo cual redujo la popularidad de la NLRA entre empresarios y autoridades gubernamentales. 
En 1947, y con el inicio de la Guerra Fría la NLRA fue modificada parcialmente por la Ley Taft Hartley (oficialmente Labor-Management Relations Act) que disminuyó la posibilidad de iniciar huelgas en industrias consideradas de seguridad nacional por el gobierno de EE. UU.; mientras a su vez rompía parte del monopolio de los sindicatos sobre la mano de obra, permitiendo que diversas industrias contratasen trabajadores no afiliados a sindicato alguno (aunque si la mayor parte de los trabajadores eran sindicalistas, los demás debían unirse también al sindicato dominante).